# اسکار سیما

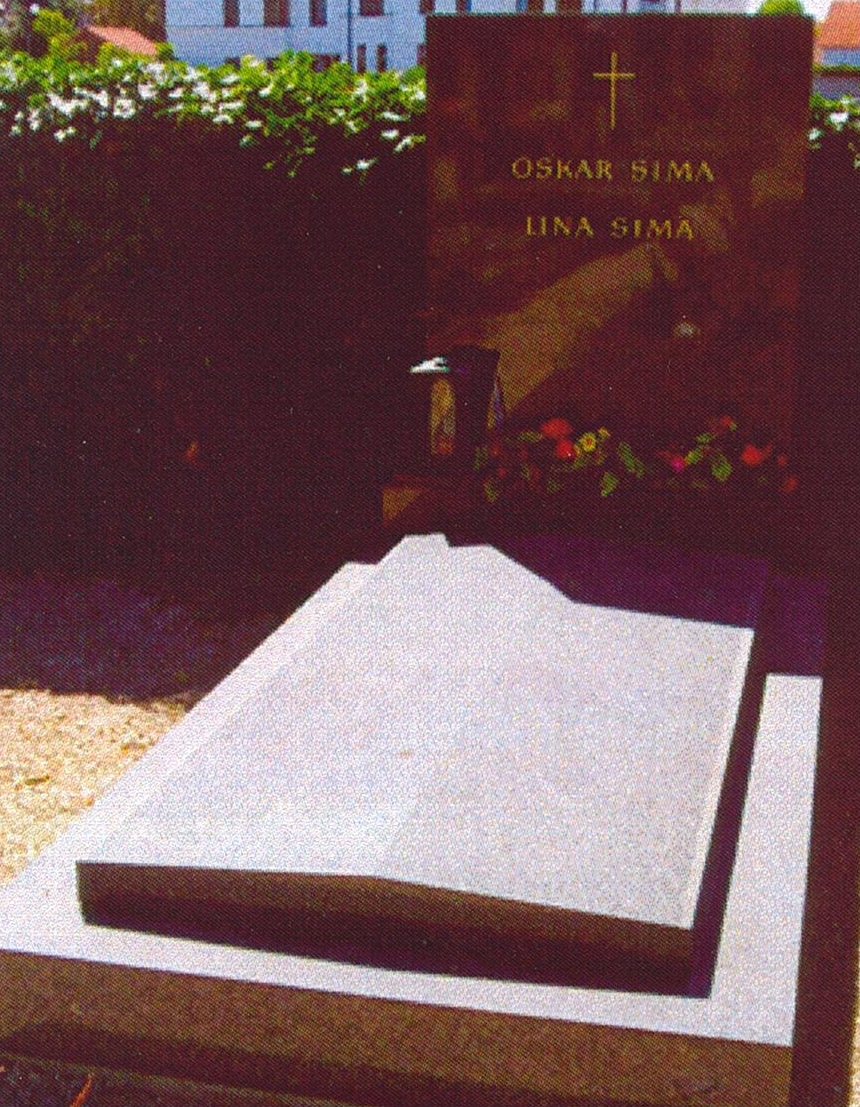
آرامگاه اسکار سیما

اسکار سیما (آلمانی: Oskar Sima؛ ‏ ۳۱ ژوئیهٔ ۱۸۹۶ – ۲۴ ژوئن ۱۹۶۹) یک هنرپیشه اهل اتریش بود.
از فیلم‌های او می‌توان به سوزان، خانم صاحبخانه لان اشاره کرد.